# كولد كيس
كولد كيس (بالإنجليزية: Cold Case)‏ هو مسلسل جريمة تم إنتاجه في الولايات المتحدة. بدأ عرضه في سنة 2003 على سي بي إس. بلغ عدد مواسم المسلسل 7 مواسم، بلغ عدد حلقاته 156 حلقة، وتبلغ مدة الحلقة الواحدة 42-45 دقيقة. تم بث المسلسل لأول مرة بتاريخ 28 سبتمبر 2003 بينما تم بث آخر حلقة منه بتاريخ 2 مايو 2010. من بطولة كاثرين موريس، جستين تشامبرس وتراسي توماس.

## ممثلون
- روب مايز

## وصلات خارجية
- كولد كيس على موقع IMDb (الإنجليزية)
- كولد كيس على موقع ميتاكريتيك (الإنجليزية)
- كولد كيس على موقع روتن توميتوز (الإنجليزية)
- كولد كيس على موقع كينوبويسك (الروسية)
- كولد كيس على موقع ألو سيني (الفرنسية)
- كولد كيس على موقع قاعدة بيانات الفيلم (الإنجليزية)

- الموقع الرسمي